# Olympische Winterspiele 1948/Teilnehmer (Bulgarien)
| Gelbes Symbol für Goldmedaillen mit stilisierten Olympischen Ringen | Graues Symbol für Silbermedaillen mit stilisierten Olympischen Ringen | Braundes Symbol für Bronzemedaillen mit stilisierten Olympischen Ringen |
| ------------------------------------------------------------------- | --------------------------------------------------------------------- | ----------------------------------------------------------------------- |
| —                                                                   | —                                                                     | —                                                                       |

Bulgarien nahm an den V. Olympischen Winterspielen 1948 in St. Moritz mit einer Delegation von 4 Athleten teil.
| Männliche Teilnehmer aus Bulgarien | Männliche Teilnehmer aus Bulgarien | Männliche Teilnehmer aus Bulgarien | Männliche Teilnehmer aus Bulgarien | Männliche Teilnehmer aus Bulgarien |
| Sportart                           | Sportler                           | Disziplin                          | Platz                              | Bemerkung                          |
| ---------------------------------- | ---------------------------------- | ---------------------------------- | ---------------------------------- | ---------------------------------- |
| Ski Alpin                          | Dawid Madschar                     | Abfahrt                            | 62                                 |                                    |
| Ski Alpin                          | Dawid Madschar                     | Kombination                        | 44                                 |                                    |
| Ski Alpin                          | Dawid Madschar                     | Spezialslalom                      | 47                                 |                                    |
| Ski Alpin                          | Dimitar Draschew                   | Abfahrt                            | 82                                 |                                    |
| Ski Alpin                          | Dimitar Draschew                   | Kombination                        | 55                                 |                                    |
| Ski Alpin                          | Dimitar Draschew                   | Spezialslalom                      | 44                                 |                                    |
| Ski Nordisch                       | Nikola Delew                       | 18-km-Langlauf                     | 80                                 |                                    |
| Ski Nordisch                       | Georgi Dojkow                      | 18-km-Langlauf                     | 84                                 |                                    |